# Ligyrocoris delitus
Ligyrocoris delitus är en insektsart som beskrevs av William Lucas Distant 1882. Ligyrocoris delitus ingår i släktet Ligyrocoris och familjen Rhyparochromidae. Inga underarter finns listade i Catalogue of Life.